# Salem Al-Harsh
Salem Gamal Mohammed Al-Harsh (7 ottobre 1998) è un calciatore yemenita, portiere dell'Al Wahda e della nazionale yemenita.

## Carriera

### Club
Ha sempre giocato nel campionato yemenita.

### Nazionale
Con la maglia della nazionale ha preso parte alla Coppa d'Asia 2019.